# 拉努塞伊
拉努塞伊（義大利語：Lanusei），是意大利撒丁大区努奥罗省的一个市镇。总面积53.38平方公里，人口5687人，人口密度106.5人/平方公里（2009年）。ISTAT代码为105010。